# 18805 Kellyday
18805 Kellyday este un asteroid din centura principală de asteroizi.

## Descriere
18805 Kellyday este un asteroid din centura principală de asteroizi. A fost descoperit pe 12 mai 1999 la Socorro, New Mexico, în cadrul proiectului LINEAR. Asteroidul prezintă o orbită caracterizată de o semiaxă mare de 2,23 ua, o excentricitate de 0,04 și o înclinație de 7,5° în raport cu ecliptica.